# Municipio de McClellan (Dakota del Norte)
El municipio de McClellan (en inglés: McClellan Township) es un municipio ubicado en el condado de Benson en el estado estadounidense de Dakota del Norte. En el año 2010 tenía una población de 46 habitantes y una densidad poblacional de 0,49 personas por km².

## Geografía
El municipio de McClellan se encuentra ubicado en las coordenadas 48°9′4″N 99°23′45″O / 48.15111, -99.39583. Según la Oficina del Censo de los Estados Unidos, el municipio tiene una superficie total de 93.14 km², de la cual 92,77 km² corresponden a tierra firme y (0,41 %) 0,38 km² es agua.

## Demografía
Según el censo de 2010, había 46 personas residiendo en el municipio de McClellan. La densidad de población era de 0,49 hab./km². De los 46 habitantes, el municipio de McClellan estaba compuesto por el 86,96 % blancos, el 4,35 % eran amerindios y el 8,7 % eran de una mezcla de razas. Del total de la población el 2,17 % eran hispanos o latinos de cualquier raza.